# Ariamnes
Ariamnes is een geslacht van spinnen uit de  familie van de Theridiidae (kogelspinnen).

## Soorten
- Ariamnes alepeleke Gillespie & Rivera, 2007
- Ariamnes attenuatus O. P.-Cambridge, 1881
- Ariamnes birgitae Strand, 1917
- Ariamnes campestratus Simon, 1903
- Ariamnes colubrinus Keyserling, 1890
- Ariamnes corniger Simon, 1900
- Ariamnes cylindrogaster Simon, 1889
- Ariamnes flagellum (Doleschall, 1857)
  - Ariamnes flagellum nigritus Simon, 1901
- Ariamnes haitensis (Exline & Levi, 1962)
- Ariamnes helminthoides Simon, 1907
- Ariamnes hiwa Gillespie & Rivera, 2007
- Ariamnes huinakolu Gillespie & Rivera, 2007
- Ariamnes jeanneli Berland, 1920
- Ariamnes kahili Gillespie & Rivera, 2007
- Ariamnes laau Gillespie & Rivera, 2007
- Ariamnes longicaudatus O. P.-Cambridge, 1872
- Ariamnes longissimus Keyserling, 1891
- Ariamnes makue Gillespie & Rivera, 2007
- Ariamnes melekalikimaka Gillespie & Rivera, 2007
- Ariamnes mexicanus (Exline & Levi, 1962)
- Ariamnes patersoniensis Hickman, 1927
- Ariamnes pavesii Leardi, 1902
- Ariamnes poele Gillespie & Rivera, 2007
- Ariamnes rufopictus Thorell, 1895
- Ariamnes russulus Simon, 1903
- Ariamnes schlingeri (Exline & Levi, 1962)
- Ariamnes setipes Hasselt, 1882
- Ariamnes simulans O. P.-Cambridge, 1892
- Ariamnes triangulatus Urquhart, 1887
- Ariamnes triangulus Thorell, 1887
- Ariamnes uwepa Gillespie & Rivera, 2007
- Ariamnes waikula Gillespie & Rivera, 2007